# Онуфрий (Гагалюк)
Архиепископ Онуфрий (в миру Антон Максимович Гагалюк; 1889, Люблинская губерния, Российская империя — 1938, Благовещенск, СССР) — епископ Русской православной церкви, архиепископ Курский и Обоянский.
Причислен к лику святых Русской православной церкви в 2000 году.

## Детство
Родился 2 апреля 1889 года в посаде Ополе Люблинской губернии (ныне Ополе-Любельске, Опольский повят, Люблинское воеводство) в семье лесничего Максима и домохозяйки Екатерины, по происхождению католички (позже монахини Наталии). В семье было шестеро детей — трое мальчиков и три девочки, вся семья жила в небольшом деревянном доме возле леса, неподалёку от города Ново-Александрия.
В возрасте пяти лет остался без отца, который был смертельно ранен порубщиками леса, застигнутыми им на месте преступления. Порубщики сожгли дом лесничего, оставив его вдову с шестью детьми (Антон был старшим) без крыши над головой. Был принят в сиротский приют в городе Люблине, где его мать работала кухаркой. Здесь он окончил церковно-приходскую школу. Он учился хорошо и поэтому на деньги приюта был отправлен в Холмское духовное училище.

## Образование
Окончил Холмское духовное училище, затем Холмскую духовную семинарию. Во время учёбы в семинарии ему явился святой Онуфрий Великий и исцелил его от тяжёлого воспаления лёгких; 5 октября 1913 года принял монашеский постриг с именем Онуфрий в честь Онуфрия Великого, был рукоположён в сан иеродиакона, а затем во иеромонаха.
Во время учёбы в академии, при переходе на 3-й курс, Антония послали в Холмскую Русь в Яблочинский Онуфриевский монастырь читать лекции по богословию для учителей, которые прибыли в монастырь. Во время этой поездки он заболел и был при смерти, но ему вторично явился святой Онуфрий Великий и снова исцелил его. После этого случая он окончательно решил посвятить свою жизнь монашескому служению. В монашестве ему было дано имя этого святого.
В 1915 году окончил Петроградскую духовную академию со степенью кандидата богословия (тема кандидатской работы: «Вопрос о спасении в сочинениях Филарета (Дроздова), митрополита Московского»).

## Священническое служение
С 15 июля 1915 года — преподаватель Пастырско-миссионерской семинарии при Григорие-Бизюковском монастыре Херсонской епархии. Во время гражданской войны монастырь был разгромлен бандитами, а иеромонах Онуфрий ими похищен. Местные крестьяне спасли его и отвезли в город Берислав, где был настоятелем Успенского храма.
В 1922 году был возведён в сан архимандрита и переведён в Кривой Рог настоятелем Никольского храма.
В это время к Онуфрию через его брата Андрея пришло предложение от раскольнического митрополита Евдокима (Мещерского) перейти в обновленчество; Онуфрий отказался.

## Архиерей
23 января 1923 года в Киево-Печерской лавре хиротонисан во епископа Елисаветградского, викария Херсонской епархии. Хиротонию совершили митрополит Михаил (Ермаков) и епископ Димитрий, первый викарий Киевской епархии.
6 февраля прибыл в Елисаветград. Через несколько дней к нему пришёл уполномоченный обновленческого ВЦУ Трофим Михайлов и спросил, какой он придерживается церковной ориентации. Епископ Онуфрий ответил: «Я не признаю и никогда не призна́ю ВЦУ и его „архиереев“ и „иереев“ и подчиняюсь только непосредственным каноническим начальникам — митрополиту Михаилу и епископу Прокопию». На следующий день после визита уполномоченного, спустя шесть дней после хиротонии, епископ Онуфрий был арестован. Его обвинили в том, что он, приехав, не зарегистрировался в админотделе НКВД, как того требовали тогдашние порядки, возглавил незарегистрированное местное церковное управление и в шпионаже, на основании того, что Онуфрий с интересом расспрашивал сотрудника ГПУ, который пришёл брать его под арест об организации, в которой он служил. Подлинной причиной ареста был отказ поддержать обновленческий раскол.
Отправлен в тюрьму — сначала Елисаветграда, а затем Одессы.
Как следует из его рапорта патриарху Тихону от 30 июля 1923 года: 15/2 мая его освободили с подпиской о выезде из Одесской губернии, хотя суда над ним не было. «...Даже враги Церкви (уполномоченный ВЦУ в Одессе профессор А. Покровский) свидетельствуют, что я чист политически совершенно». Прибыл в Кривой Рог, где ранее был настоятелем Николаевской церкви в сане архимандрита. Направил послание к Елисаветградской пастве о непризнании ВЦУ. «Освобождение Патриарха ободрило православных, начался возврат в православие клириков: старого поставления принимали через покаяние, нового — мирянами. Херсонско-Николаевское викариатство почти всё осталось православным, а в Одессе с уездами — масса отпадений. Но и там началась борьба с ВЦУ, которую возглавил известный пастырь-молитвенник протоиерей Иона Атаманский — и присоединилось уже 22 священника».
Направлял послания верующим, писал статьи апологетического, поучительного и исторического характера. В октябре 1923 года вновь арестован, отправлен в Харьковскую тюрьму. В январе 1924 года освобождён под подписку о невыезде из Харькова. Продолжал обличать обновленцев и вести обширную переписку со своими духовными детьми и почитателями.
Выступал против инспирированного властями григорианского раскола, лидеры которого выступали против патриаршей формы управления церковью.
В декабре 1926 года вновь был арестован и выслан на Север, в село Кудымкар, где владыке было запрещено читать церковные молитвы в храме во время богослужений и петь на клиросе. В ссылке продолжал писательскую деятельность. В октябре 1928 года арестован и заключён в тюрьму города Тобольска, откуда его по этапу отправили в ссылку в город Сургут на Оби, а затем в дальнее село Уват. Остался верен заместителю патриаршего местоблюстителя митрополиту Сергию (Страгородскому).
В конце 1929 году переведён в Центральную Россию, избрал для проживания город Старый Оскол, после чего митрополит Сергий учредил там новую епархию и назначил владыку епископом Старооскольским. Власти разрешили ему совершать богослужения только в одном храме Старого Оскола - Богоявленском соборе и запретили выезжать в районы епархии. Его трижды выселяли из квартиры. Был очень любим своей паствой за благочестие, молитвенно-истовое служение.
В марте 1933 года был арестован, три месяца находился в тюрьме города Воронежа.
С 11 августа 1933 года — епископ Белгородский, управляющий Курской епархией. С 22 ноября 1933 года — епископ Курский. С 30 января 1934 года — архиепископ Курский и Обоянский. И в этой епархии ему было разрешено служить только в одном храме.
В 1934 году направил заместителю патриаршего местоблюстителя митрополиту Сергию (Страгородскому) в связи с возведением в достоинство митрополита Московского и Коломенского: «Указом Московской Патриархии от 1 мая 1934 года за № 620 я поставлен в известность о состоявшемся 27/14 апреля 1934 года акте Преосвященных святителей Московского Патриархата (числом 24) награждения Вас титулом Блаженнейшего и назначения Вас митрополитом Московским и Коломенским. К этому акту святителей я всецело присоединяюсь. В храмах Курской епархии уже возносится моление, согласно формуле, после имени Патриаршего Местоблюстителя нашего, Преосвященнейшего Петра, митрополита Крутицкого, о Блаженнейшем Сергии, митрополите Московском и Коломенском».
В июле 1935 года арестован по обвинению в создании контрреволюционной группировки. Обвинялся в том, что слишком часто проповедовал (в том числе критиковал теорию Дарвина), оказывал материальную помощь освободившимся из заключения священнослужителям, благословлял совершение монашеских постригов. Виновным себя не признал; 4 декабря 1935 года был приговорён к лишению свободы сроком на десять лет. Отправлен отбывать наказание на Дальний Восток, находился в совхозе НКВД на станции Среднебелая Амурской области. Вместе с ним в лагере отбывали наказание и другие священники, в том числе Виктор Каракулин (1887—1937), умерший от непосильных работ и причисленный к лику святых в 2000 году.

## Последний арест и мученическая кончина

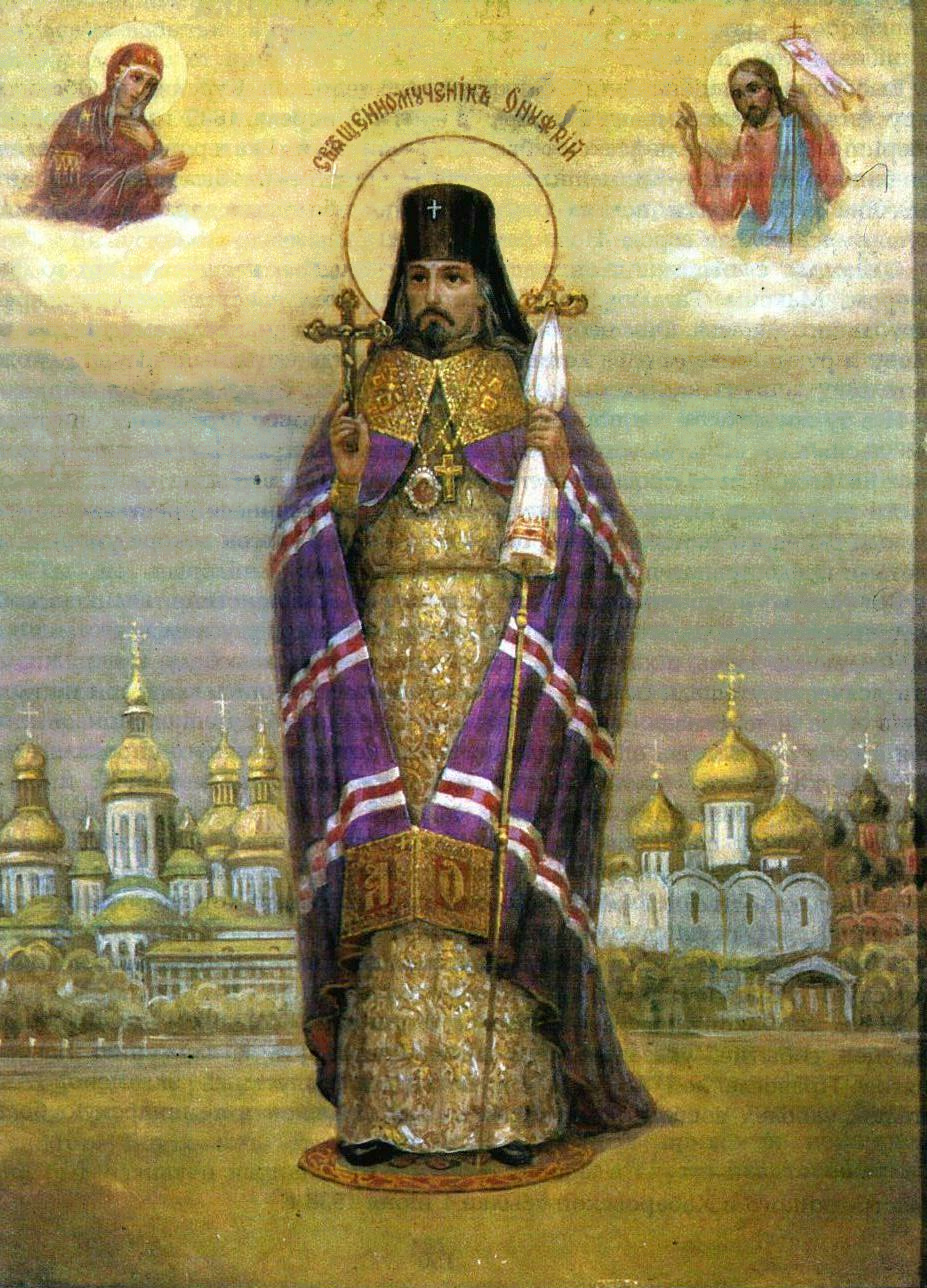

27 февраля 1938 года против него было возбуждено новое уголовное дело, был отправлен в тюрьму в Благовещенск Хабаровского края. 17 марта приговорён к смертной казни, расстрелян 1 июня 1938 года.
Вместе с владыкой Онуфрием были приговорены к расстрелу и причислены к лику святых в 2000 году:
- епископ Антоний (Панкеев) (1892—1938);
- священник Митрофан Григорьевич Вильгельмский (1883—1938);
- священник Ипполит Николаевич Красновский (1883—1938);
- священник Александр Луппович Ерошов (1884—1938);
- священник Михаил Фомич Дейнеко (1894—1938);
- священник Николай Александрович Садовский (1894—1938);
- священник Василий Андреевич Иванов (1876—1938);
- священник Николай Константинович Кулаков (1876—1938);
- священник Максим Петрович Богданов (1883—1938);
- священник Александр Ерофеевич Саульский (1876—1938);
- священник Павел Ильич Попов (1890—1938);
- священник Павел Алексеевич Брянцев (1889 — 13 мая 1938, скончался в тюрьме до исполнения приговора);
- псаломщик Григорий Александрович Богоявленский (1883—1938);
- псаломщик Михаил Матвеевич Вознесенский (1900—1938), сын также причисленного к лику святых священника Матвея Вознесенского, убитого большевиками в 1919 году.

16 марта 1990 года архиепископ Онуфрий (Гагалюк) был реабилитирован.

## Канонизация
Определением Синода Украинской православной церкви от 22 июня 1993 года причислен к лику местночтимых святых Слобожанских. Днём памяти установлено 19 мая по юлианскому календарю, 1 июня по григорианскому — День святых земли Слобожанской.
В 1995 году по благословению патриарха Московского и всея Руси Алексия II причислен к лику местночтимых святых Курской епархии, а с 2003 года входит в Собор Курских святых (празднование 19 июля (1 августа)).
В августе 2000 года на юбилейном Архиерейском соборе был канонизирован в сонме новомучеников и исповедников Российских для общецерковного почитания.
Польская православная церковь включила его в Собор святых мучеников Холмских и Подлясских, канонизированных 8 июня 2003 года в Хелме; их память приходится на первое воскресенье июня.
Кроме Соборов святых Слобожанских, Курских и Холмских, входит в Собор святых Одесских и изображён на иконах святых Елисаветградских[уточнить] и Белгородских.

## Память
- Памятник «Священномученики криворожские: Архиепископ Онуфрий и епископ Порфирий» установленный в Кривом Роге[9].